# Orania trispatha
Orania trispatha är en enhjärtbladig växtart som först beskrevs av John Dransfield och Natalie Whitford Uhl, och fick sitt nu gällande namn av Henk Jaap Beentje och John Dransfield. Orania trispatha ingår i släktet Orania och familjen Arecaceae. IUCN kategoriserar arten globalt som sårbar. Inga underarter finns listade i Catalogue of Life.